# Dobrovolný svazek obcí mikroregionu Lipensko
Dobrovolný svazek obcí mikroregionu Lipensko je dobrovolný svazek obcí v okresu Přerov, jeho sídlem je Lipník nad Bečvou a jeho cílem je regionální rozvoj, společná propagace. Sdružuje celkem 11 obcí a byl založen v roce 2002.

## Obce sdružené v mikroregionu
- Bohuslávky
- Dolní Újezd
- Hlinsko
- Jezernice
- Kladníky
- Lhota
- Lipník nad Bečvou
- Oldřichov
- Osek nad Bečvou
- Týn nad Bečvou
- Veselíčko